# Mörschwil
Mörschwil ist eine politische Gemeinde im Kanton St. Gallen in der Schweiz.

## Geographie

Historisches Luftbild aus 400 m von Walter Mittelholzer von 1923

Die Gemeinde zeichnet sich durch eine Vielzahl von lose miteinander verbundenen Weilern aus – mit einem entsprechend kleinen Dorfkern. Die ursprünglich zum Bezirk Rorschach gehörende Gemeinde ist jetzt im Wahlkreis Rorschach. Das Gemeindegebiet schliesst sich unmittelbar an das östliche Ende der Stadt St. Gallen an und breitet sich Richtung Bodensee aus. Das Gebiet wird zu beiden Seiten von den zwei Flüsschen Goldach und Steinach begrenzt.
Nachbargemeinden sind Berg, Steinach, Tübach, Goldach, Untereggen, St. Gallen und Wittenbach.

## Wappen
Beschreibung: In Rot ein stehender goldener Greif.

## Geschichte
Die 811 als Maurini vilare erstmals genannte Ortschaft befindet sich nordöstlich der Stadt St. Gallen und gilt als ein Vorort dessen. 1826 löste sich Goldach von Mörschwil ab. Mitte des 19. Jahrhunderts wurden auf Grund des Gesetzes zur Bekämpfung der Heimatlosigkeit jenische Familien eingebürgert.
Die Gemeinde hat sich in den letzten Jahren von einer landwirtschaftlich geprägten Struktur zu einer klassischen Vorortsgemeinde entwickelt. Typische Anzeichen dafür sind:
- Enormes Bevölkerungswachstum von 1990 bis 2004 von 34.9 Prozent
- Geringer Ausländeranteil mit rund 8 Prozent
- Tiefer Steuerfuss (70 % im Jahr 2022)[6]
- Gute Anbindung an die Stadt St. Gallen mit den Postautolinien 210 sowie 211 und eigenem Bahnhof
- Infrastrukturen sind auf die Stadt ausgerichtet: Kein Schwimmbad usw.

Um der Gefahr zu begegnen, sich zu einer Schlafgemeinde zu entwickeln, hat die Gemeinde früh begonnen, das Gewerbe zu fördern. Erfolg dieser Politik ist zum Beispiel die Ansiedlung von Firmen wie swiss windows. Aber auch zahlreiche andere Gewerbebetriebe sind zu finden.

## Bevölkerung
| Jahr      | 1809 | 1850 | 1900 | 1950 | 2000 | 2005 | 2010  | 2015  | 2019  |
| Einwohner | 1324 | 1249 | 1584 | 1649 | 3116 | 3400 | 3508  | 3561  | 3658  |
| Quelle    |      |      |      |      |      |      | [ 7 ] | [ 7 ] | [ 7 ] |

## Verkehr

Bahnhof (1976)

Auf dem Gemeindegebiet von Mörschwil liegt die Autobahnverzweigung Meggenhus (A1 / A1.1) und die früher zum Kohleabbau benutzten Cholegrueben. Der Dorfkern sowie einige Quartiere wurden bis Dezember 2018 mit der Buslinie 11 der VBSG erschlossen. Seit dem Fahrplanwechsel im Dezember 2018 hat die Postauto AG mit den Kursen 210 und 211 den Busbetrieb in Mörschwil übernommen. Am Wochenende wird Mörschwil durch das Nachtbus-Netz der VBSG bedient. Mörschwil hat einen eigenen Bahnhof an der Bahnstrecke Rorschach–St. Gallen. Halbstündlich verkehrt je ein Zug der Linien S 2 Nesslau-Neu St. Johann – Herisau – St. Gallen – Rorschach – St. Margrethen – Altstätten  und S 4 Rapperswil – Uznach – Wattwil – Herisau – St. Gallen – Rorschach – St. Margrethen – Sargans  der S-Bahn St. Gallen. Im Nachtnetz am Wochenende wird Mörschwil mit der SN22 Winterthur – Wil – St. Gallen – St. Margrethen – Heerbrugg  erschlossen.

## Schulen

### Unterstufe und Mittelstufe
Mörschwil verfügt über drei Schulhäuser, das Gallusschulhaus für die 1. bis 3. Klasse und das Otmarschulhaus sowie das Aleaschulhaus für die 4. bis 6. Klasse.

### Oberstufe
In der Gemeinde Mörschwil gibt es keine Sekundarschule, dafür gab es bis 2021 das Gymnasium Untere Waid. Von 1924 bis 2007 wurde das Gymnasium vom Orden der Patres von La Salette geführt. Später waren die meisten Lehrkräfte Laien (Nichtordensleute). Im August 2007 ging die Schule an eine zivile Trägerschaft über. Wegen zu tiefer Schülerzahlen wurde das Gymnasium auf das Schuljahr 2021/2022 aufgegeben. Die Privatschule wird seither unter dem Namen Waid als typengemischte Oberstufenschule mit einem Untergymnasium weitergeführt.

## Persönlichkeiten
- Emil Spiess (1895–1985), Vikar und Ehrenbürger von Mörschwil
- Jeannette Losa (* 1962), Kantonsrätin (Grüne)
- Otmar Mäder (1921–2003), in Mörschwil geborener römisch-katholischer Bischof von St. Gallen
- Markus Rauh (1939–2019), Manager, lebte in Mörschwil